# Campomanesia cucullata
Campomanesia cucullata é uma espécie de Campomanesia, coletado em 1873 e descrita em 2011, por Proença & L.Jenn.

## Sinônimos
Espécie não apresenta sinônimos segundo o Reflora.

## Morfologia e distribuição
Árvore nativa do Pará, planta caduca quando florida, seu caule é fissurado com sulco fundo. sua inflorescência é em posição axilar, tipo racemo auxotélico. Flor com sépalas triangulares, botão-floral aberto com 5 lobos e 5 pétalas. Planta descrita só com caracteres reprodutivos, de uma coleta de 1873 no Monte Alegre, Pará, aonde não se tem estudo da área.